# سيانيد النحاس الأحادي
 سيانيد النحاس الأحادي مركب كيميائي له الصيغة CuCN، ويكون على شكل مسحوق بلوري أبيض. تكون حالة الأكسدة للنحاس في هذا المركب +1.

## الخواص
- لا ينحل سيانيد النحاس الأحادي عملياً في الماء.
- يؤدي تسخين المركب إلى درجات حرارة مرتفعة إلى تفككه، حيث يطلق غاز سيانيد الهيدروجين السام.

## التحضير
يحضر سيانيد النحاس الأحادي من تفاعل أكسدة-اختزال بين كبريتات النحاس الثنائي وسيانيد الصوديوم حيث يتشكل مركب سيانوجين في العملية، بالإضافة إلى تشكل كبريتات الصوديوم.
2 CuSO4 + 4 NaCN → 2 CuCN + (CN)2 + 2 Na2SO4

## الاستخدامات
- يستخدم سيانيد النحاس الأحادي في الكيمياء العضوية ككاشف كيميائي في تفاعل روزمند-فون براون Rosenmund–von Braun reaction من أجل تشكيل نتريلات الهيدروكربونات العطرية.

كما يستخدم المركب من أجل تشكيل مركبات النحاس العضوية، حيث يتفاعل مع مركبات الليثيوم العضوية مثل بوتيل الليثيوم كما في المعادلة العامة:
CuCN + 2BuLi → Bu2CuLi + LiCN
حيث ترمز Bu في المعادلة إلى مجموعة البوتيل. 
- يستخدم سيانيد النحاس في تركيب بعض مبيدات الحشرات والفطريات، وكمبيد حيوي biocide في بعض الطلائات المستخدمة في البحرية.